# Энергия ионизации
Эне́ргия иониза́ции — разновидность энергии связи или, как её иногда называют, первый ионизационный потенциал (I1), представляет собой наименьшую энергию, необходимую для удаления электрона от свободного атома в его низшем энергетическом (основном) состоянии на бесконечность.
Энергия ионизации является одной из главных характеристик атома, от которой в значительной степени зависят природа и прочность образуемых атомом химических связей. От энергии ионизации атома существенно зависят также восстановительные свойства соответствующего простого вещества.
Для многоэлектронного атома существуют также понятия второго, третьего и т. д. ионизационных потенциалов (I2, I3 и т. д.), представляющих собой энергию удаления электрона от его свободных невозбуждённых катионов с зарядами +1, +2 и т. д. Эти ионизационные потенциалы, как правило, менее важны для характеристики химического элемента. Сложив все потенциалы ионизации, можно получить энергию полной ионизации атома, то есть энергию, необходимую для отрыва всех электронов нейтрального атома. Для самых тяжёлых элементов она может достигать сотен килоэлектрон-вольт. Так, для атома урана полная энергия связи электронов равна 694,4 кэВ.
Энергия ионизации всегда имеет эндоэнергетическое значение (это понятно, так как, чтобы оторвать электрон от атома, требуется приложить энергию, — самопроизвольно это произойти не может).
На энергию ионизации атома наиболее существенное влияние оказывают следующие факторы:
1. эффективный заряд ядра, являющийся функцией числа электронов в атоме, экранирующих ядро и расположенных на более глубоко лежащих внутренних орбиталях;
2. радиальное расстояние от ядра до максимума зарядовой плотности наружного, наиболее слабо связанного с атомом и покидающего его при ионизации, электрона;
3. мера проникающей способности этого электрона;
4. межэлектронное отталкивание среди наружных (валентных) электронов.

На энергию ионизации оказывают влияние также и менее значительные факторы, такие как квантовомеханическое обменное взаимодействие, спиновая и зарядовая корреляция и др.
Энергии ионизации элементов измеряется в эВ/атом или в кДж/моль.

Энергии ионизации элементов.

| Элемент | I1     | I2   | I3   | I4    | I5    | I6    | I7    |
| ------- | ------ | ---- | ---- | ----- | ----- | ----- | ----- |
| Na      | 495,8  | 4564 | —    | —     | —     | —     | —     |
| Mg      | 737,7  | 1451 | 7730 | —     | —     | —     | —     |
| Al      | 577,6  | 1817 | 2744 | 11600 | —     | —     | —     |
| Si      | 786,5  | 1577 | 3228 | 4350  | 16100 | —     | —     |
| P       | 1011,8 | 1904 | 2910 | 4950  | 6270  | 21200 | —     |
| S       | 999,6  | 2253 | 3380 | 4565  | 6950  | 8490  | 27000 |
| Cl      | 1251,2 | 2296 | 3850 | 5160  | 6560  | 9360  | 11000 |
| Ar      | 1520,6 | 2666 | 3946 | 5770  | 7230  | 8780  | 12000 |